# Toma Sik
Yeshaayahu Toma Ŝik (pronunciat "xik") (17 d'agost de 1939 – 13 de juliol de 2004) va ser un pacifista, anarquista, socialista llibertari, vegà i esperantista hongarès-israelià.
Des que era un adolescent i com a supervivent de l'Holocaust, Toma Sik es va oposar activament al militarisme israelià. Així, va rebutjar el servei militar i va aconsellar a objectors de consciència durant 30 anys. També va tenir un paper destacat a la secció israeliana de la Internacional de Resistents a la Guerra (IRG), així com a l'organització pacifista Gush Shalom. Va ser un humanista secular, actiu defensor dels drets humans i civils tant per a jueus com per a àrabs. Va treballar com a columnista i traductor al setmanari de llengua anglesa Al-Fajr i com a fotògraf per a la Societat d'Estudis Àrabs a Jerusalem Est. Des de 1974 es va dedicar a l'activitat pública, desenvolupant un estil de vida senzill i tenint una presència activa a les manifestacions per la pau i els drets humans. També va treballar a la seu de Londres de la Internacional de Resistents a la Guerra i va ser l'activista més conegut de la branca israeliana d'Amnistia Internacional. També va ser membre de la República Mondcivitana. Durant molts anys Toma Sik va donar suport a la llengua auxiliar internacional esperanto i va ser un actiu membre del moviment esperantista. Va deixar Israel a finals de la dècada de 1990, tornant a Hongria. Allà va morir el 2004, atropellat per un tractor durant una passejada nocturna pels camps d'una granja que acabava de comprar i on intentava establir una comuna d'agricultors igualitaris, humanistes, orgànics i vegans. A la seva necrològica els seus amics van declarar: "en paraules de Joe Hill, no em ploreu, organitzeu-vos!".
L'Institut Internacional d'Història Social a Amsterdam manté una gran col·lecció de documents de Toma Sik en diverses llengües, incloent-hi documentació sobre el moviment per la pau israelià i especialment Gush Shalom, diaris i fulletons sobre agricultura sostenible i orgànica, ecologisme, vegetarianisme i documentació crítica sobre la unificació europea.

## Obres
- "Puzzles of a lifetime"